# ريكاردو غيرا تيخادا
ريكاردو غيرا تيخادا (بالإسبانية: Ricardo Guerra Tejada)‏ هو صحفي ودبلوماسي وفيلسوف مكسيكي، ولد في 10 فبراير 1927 في مدينة مكسيكو في المكسيك، وتوفي في 30 مايو 2007.